# Lillian La France
Lillian La France (Kansas, 1894–1979) fue catalogada como la piloto de motocicleta acrobática más destacada del mundo, y una de las pocas pilotos femeninas de acrobacias en las décadas de los 1920 y 1930.

## Trayectoria
La France era anunciada como "La chica que coquetea con la muerte", porque empezó a montar en la Pared de la muerte de carnavales, ferias y motódromos en 1924 con treinta años. Utilizaba como logotipo la calavera con las tibias cruzadas, y su especialidad eran las motocicletas y la conducción de vehículos de cuatro ruedas, y fue la primera persona en conducir por una pared acrobática un automóvil en miniatura.
Fue una de las primeras y más populares pilotos femeninas de acrobacias en los años 1920 y 30. En la época, las paredes de la muerte eran a menudo llamadas silo-motódromos. 
Más tarde regentó una galería de tiro de largo alcance.

## Cine
- Advice To Adventorous Girls; Kim Wood, 1998.

## Cultura popular
"The Wall of Death" fue una canción de Richard y Linda Thompson.